# Lednik Kimisdykty
Lednik Kimisdykty (ryska: Ледник Кимисдыкты) är en glaciär i Kirgizistan.   Den ligger i oblastet Osj, i den sydvästra delen av landet, 400 km sydväst om huvudstaden Bisjkek. Lednik Kimisdykty ligger 4 191 meter över havet.
Terrängen runt Lednik Kimisdykty är bergig åt nordväst, men åt sydost är den kuperad. Runt Lednik Kimisdykty är det mycket glesbefolkat, med 7 invånare per kvadratkilometer. Det finns inga samhällen i närheten. Trakten runt Lednik Kimisdykty består i huvudsak av gräsmarker.